# Alessandro Campos
Alessandro Correa de Campos (Guaratinguetá, 17 de fevereiro de 1982) é um sacerdote  católico, cantor  e apresentador de televisão brasileiro. É conhecido pela alcunha de "Padre Sertanejo", por sempre usar da música sertaneja para passar suas mensagens religiosas.
Além de fazer shows pelo país, Alessandro Campos também apresenta programas de televisão e de rádio. Já passou pela TV Aparecida, Rede Vida e Rede Gazeta, e na RedeTV!, onde permaneceu no ar por apenas dois meses.

## Biografia

### Infância
Alessandro conta sempre à imprensa que descobriu a vocação sacerdotal na infância, por volta dos sete anos de idade. Ele afirma que brincava de celebrar missas e usava suco de groselha e bolachas para simular a celebração da eucaristia.
Aos dez anos, virou coroinha e foi encaminhado para o seminário quando tinha treze.

### Ordenação
Estudou na Faculdade de Teologia no Tabor, propriedade rural da Diocese de Mogi. Prestou serviço militar em Resende, na Academia das Agulhas Negras. Lá, foi ordenado padre em 2007, aos 27 anos de idade.
Ficou ligado à Arquidiocese Militar, onde permaneceu até 2011. No meio militar, passou pela Academia Militar das Agulhas Negras e foi tenente e capelão do Colégio Militar de Brasília. Lá, inseriu a música sertaneja em suas missas.
Em 2014, retornou à Diocese de Mogi. O bispo local o autoriza a fazer shows pelo Brasil, além de apresentar programas de rádio e televisão. Assim, Alessandro atua como uma espécie de "padre missionário".

### Música
Padre Alessandro Campos é conhecido por usar dos elementos da música sertaneja. Por onde passa, sempre aparece com trajes de cowboy em meio às vestimentas tradicionais de padre. Alessandro cantava na igreja ainda na época de coroinha e, já sacerdote, foi incentivado a entrar na carreira musical pelos padres de sua antiga paróquia.
Seu primeiro álbum foi lançado em 2011, mas o sucesso veio no álbum seguinte, "O que é que eu sou sem Jesus?", que chegou nas lojas em 2014. A quantidade de 900 mil álbuns vendidos o fez ficar na frente de artistas como Ivete Sangalo e Roberto Carlos. Dessa maneira, ele apareceu na lista de 50 álbuns mais vendidos do mundo, pela Federação Internacional da Indústria Fonográfica.

### Televisão
O sacerdote estreou na TV Aparecida onde comandou o "Aparecida Sertaneja" por dois anos. No programa, Alessandro cantava e recebia convidados do gênero. Deixou o comando do programa em 2015.
Em 2016, transferiu-se para a Rede Vida. Na emissora de São José do Rio Preto, apresentou o programa "Família Sertaneja", posteriormente rebatizado de "Viva a Vida". Também acumulou função na Rede Século 21, no comando do programa "Vem com Fé". Durante o ano de 2017, apresentou o "Festa Sertaneja", na TV Gazeta. Em novembro de 2018 foi contratado pela RedeTV! e em 11 de fevereiro de 2019 começou apresentar um programa que leva seu nome, no qual ficou até abril do mesmo ano. Em julho de 2019, foi para a Rede Brasil de Televisão, onde comandou a "Santa Missa".

## Controvérsias
Em 2018 o padre Alessandro Campos foi acusado de agredir fãs idosos, funcionários de televisão (Gazeta e Aparecida) e telespectadores e ostentar um padrão de vida de luxo, com carros importados, roupas caras e joias (que não condizem com uma vida sacerdotal). Em sua defesa, o padre alegou que não agrediu ninguém e que não fez voto de pobreza.
Apesar da crise econômica no país, os municípios de Palmeira dos Índios (AL) e Santo Antonio de Jesus (BA) contrataram o Padre Alessandro Campos para realizar shows com cachês que variam entre R$ 120 mil e R$ 135 mil. Esses altos cachês se devem ao endividamento do padre, que chegou a ter rendas de shows penhoradas pela justiça por conta de dívidas.
Segundo o site "Notícias da TV", Alessandro Campos cobra ingresso do público (composto principalmente de idosos) que deseja assistir seu programa de televisão da plateia. Os recursos arrecadados com essa prática, incomum na televisão brasileira, seriam todos destinados ao padre (que por sua vez não divulga o destino e a quantidade do valor arrecadados). O pagamento do ingresso não permite ao público qualquer meio de interação com Campos, o que gerou diversas reclamações no site Reclame Aqui.

## Discografia
- O homem decepciona, Jesus Cristo jamais (2011)
- O que é que eu sou sem Jesus? (2014)
- Quando Deus quer, ninguém segura - Ao Vivo (2015)
- Deus nos fez para sermos felizes (2016)
- Deus sempre faz o melhor (2018)